# Polypodium henchmani
Polypodium henchmani là một loài dương xỉ trong họ Polypodiaceae. Loài này được J.Sm., Moore & Houlston mô tả khoa học đầu tiên năm 1851.
Danh pháp khoa học của loài này chưa được làm sáng tỏ. 